# Abu Sa'id Uthman II (zayyanide)
Abū Saʿīd ʿUthmān II; (in arabo أبو سعيد عثمان‎?; ... – 25 giugno 1352) è stato un sultano della dinastia zayyanide del Regno di Tlemcen (Maghreb centrale) che regnò dal 1348 al 1352 assieme a suo fratello Abū Thābit.

## Biografia
Dopo la conquista merinide di Tlemcen del 1337, l'Emiro Abū Saʿīd ʿUthmān II (pronipote del fondatore della dinastia zayyanide Yaghmurāsan ibn Zayyān) si arruolò come altri nobili zayyanidi nell'esercito del conquistatore merinide Abū al-Ḥasan ʿAlī ibn ʿUthmān. Nel 1348 Abū l-Ḥasan subì una decisiva sconfitta a Qayrawan ad opera di tribù arabe fedeli agli Hafsidi. Abū Saʿīd, assieme al fratello Abū Thābit e ad altri militari, disertò, accostando sostenitori della dinastia zayyanide che giurarono ai due fratelli fedeltà.
I due formarono un esercito composto principalmente da soldati tribali Maghrawa e Banū Tūjīn. ʿUthmān ibn Yaḥyā ibn Jarrār (un lontano parente degli Zayyanidi che aveva servito come governatore della città per conto dei Merinidi) aveva dichiarato Tlemcen indipendente sotto il proprio dominio e non era disposto a cedere il suo potere. L'esercito dei due fratelli sconfisse quello di Ibn Jarrār, riuscendo a espugnare Tlemcen il 17 settembre del 1348 e a far prigioniero Ibn Jarrār.
Abū Saʿīd fu incoronato sultano del Regno di Tlemcen mentre il fratello Abū Thābit venne nominato capo dell'esercito. Un terzo fratello, il più grande, Abū Yaʿqūb, da tempo in ritiro spirituale a Nedroma dove conduceva una vita ascetica, fu chiamato a Tlemcen, ma si rifiutò di andarci.
Nel 1352 il sultano merinide Abū ʿInān Fāris (figlio di Abū l-Ḥasan) iniziò a preparare l'invasione del Regno di Tlemcen. Gli Zayyanidi prepararono un esercito e marciarono verso ovest, incontrando l'esercito merinide nel confine. La battaglia tra i due schieramenti si svolse nella regione della città di Oujda. Gli Zayyanidi furono sconfitti, Abū Saʿīd cercò di fuggire, ma venne catturato il 25 giugno 1352 e messo a morte. Abū Thābit riuscì a fuggire e a organizzare la resistenza contro Abū ʿInān per qualche altro mese, prima di venire catturato e consegnato alla tribù dei Banū Jarrār, che lo mise a morte per vendicare la morte di ʿUthmān ibn Yaḥyā ibn Jarrār.